# Cytospora carbonacea
Cytospora carbonacea är en svampart som beskrevs av Westend. 1866. Cytospora carbonacea ingår i släktet Cytospora och familjen Valsaceae.   Inga underarter finns listade i Catalogue of Life.